# وقعة الأربعاء
وقعة الأربعاء هي معركة وقعت بين أشراف صبيا والحامية العثمانية القادمة إلى المخلاف السليماني من جنوب الجزيرة العربية والحجاز. انتهت المعركة بهزيمة أشراف صبيا هزيمة ساحقة، ورجوع العثمانيون إلى المخلاف، وذلك عام 955 هـ الموافق 1548م.

## سبب الوقعة
بمجرد أن وصلت أنباء هزيمة القوات العثمانية في وقعة المحجاة من قبل أشراف صبيا، ومقتل قائدها في المخلاف السليماني الوالي فرحات السكرن إلى الوالي العثماني فرهاد باشا سارع بتجهيز حملة عسكرية جديدة٬ وأسند قيادتها إلى الأغا أمير ربه والأغا فرحات الجمليات٬ وزحفت هذه الحملة إلى المخلاف السليماني.

## الوقعة
نتيجة لقوة هذه الحملة وتفوق عدتها وعتادها تمكنت من هزيمة الأشراف هزيمة كبيرة٬ حيث بلغ عدد القتلى نحو 1.800 شخص٬ وكان على أرس القتلى الأمير عبد الوهاب القطبي.

## النتيجة
لعل قسوة القوات العثمانية في التعامل مع الأشراف تعود إلى رغبة القيادة العثمانية في القضاء نهائيا على مشكلات المخلاف والتفرغ للإمام شرف الدين وأبنائه في المناطق الجبلية، إذ إنه بعد هذه الموقعة خمدت تمردات أشراف المخلاف بعد أن تبين لهم قوة العثمانيين وقسوتهم في التعامل مع خصومهم فآثروا الاستكانة٬ وتجنبوا المواجهات المباشرة مع القوات العثمانية٬ واقتصروا على القيام ببعض الغارات الخاطفة التي تجنبوا فيها الدخول في مواجهة مع القوات العثمانية٬ كما انشغلت القوات العثمانية بالقضاء على المقاومة في الداخل.